# Yamaguchi Momoe
Yamaguchi Momoe (山口 百恵 (Sơn Khẩu Bách Huệ)) sinh ngày 17 tháng 1 năm 1959 tại Tokyo là một ca sĩ, diễn viên và thần tượng với sự nghiệp kéo dài từ 1972 đến 1980. Cô là một trong những nữ ca sỹ thành công nhất nền âm nhạc Nhật Bản với 32 đĩa đơn, với 3 bản hit đứng top 1 và 21 Album. Cô cũng tham gia diễn xuất trong 15 bộ phim điện ảnh và một số phim truyền hình. Khi đang ở đỉnh cao sự nghiệp - năm 21 tuổi, Momoe từ bỏ sự nghiệp để kết hôn với Tomokazu Miura - người đóng cặp cùng cô trong nhiều bộ phim. Momoe từ đó chưa bao giờ tái xuất trước công chúng.

## Tiểu sử

### Năm tháng đầu đời và sự nghiệp
Không lâu sau khi chào đời, Momoe Yamaguchi được ông bà ngoại nuôi nấng. Lên 4 tuổi, Cô đoàn tụ với cha mẹ và gia đình cô chuyển đến Yokohama. Cha cô đã kết hôn và có con với một người phụ nữ khác, ông đến với mẹ cô không hôn thú. Sau này, mẹ và hai chị em cô một lần nữa chuyển đến Yokosuka. Cô và em gái, Toshie được mẹ nuôi nấng. Khác với em gái Toshie Yamaguchi - bắt đầu học trung học và đại học ở Mỹ, Momoe ở lại sinh sống ở Nhật Bản.
Momoe bắt đầu tham gia Show biz từ khi còn là một học sinh trung học. Cuối năm 1972, khi mới 13 tuổi, cô cùng một số người bạn tham gia một chương trình tìm kiếm tài năng trên truyền hình mang tên Star Tanjō!. Sau vòng thử giọng thành công, cô xuất hiện trong chương trình với màn cover ca khúc "Kaiten Mokuba" của Yumi Makiba. Dù chỉ đạt giải á quân, cô vẫn nhận được nhiều lời mời từ các nhà sản xuất âm nhạc, cuối cùng cô ký hợp đồng với hãng Hori Productions. Sau khi gia đình chuyển về Tokyo, cô học tại trường trung học Hinode Joshi Gakuin - một ngôi trường cho phép học sinh được tham gia showbiz.
Ban đầu cô hợp tác cùng 2 ca sĩ nữa là Junko Sakurada và Masako Mori dưới cái tên Hana no Chūsan Torio, có nghĩa là "Tam ca học sinh năm ba trung học đáng yêu" vì cả ba đều là học sinh năm 3 trung học.
Đĩa đơn đầu tay của cô, "Toshigoro" đi cùng với bộ phim đầu tay cùng tên không thực sự gây được tiếng vang, chỉ đạt thứ hạng 37 trên bảng xếp hạng nhưng đĩa đơn thứ 2 mang tên "Aoi Kajitsu" đạt vị trí số 9.
Những ca khúc ban đầu được viết cho cô bởi nhóm sáng tác của hãng Hori Productions do Shunichi Tokura viết nhạc và Kazuya Senge viết lời. Một trong những bản hít của cô là đĩa đơn số 5 "Hito natsu no Keiken" (Trải nghiệm một mùa hè).

### Trở nên nổi tiếng
Cho đến cuối năm 1974, cô trở nên nổi tiếng khi được mời làm nữ ca sĩ mở màn cho show Kōhaku Uta Gassen lần thứ 25, show ca nhạc được yêu thích nhất Nhật Bản, với ca khúc Hito Natsu No Keiken. Cô còn tiếp tục tham gia show này những năm sau đó cho mãi đến khi giã từ sự nghiệp.
Khi đã trở nên nổi tiếng, cô được kiểm soát nhiều hơn và được lựa chọn nhạc sỹ viết nhạc cho riêng mình. Một trong số đó là Ryudo Uzaki. Cô chọn ông vì yêu thích ca khúc "Secret Love" do Down Town Boogie Woogie Band thu âm. Tác phẩm hợp tác đầu tiên của họ là đĩa đơn "Yokosuka Story" năm 1976 do Uzaki viết nhạc và vợ ông viết lời. Đây là bản hit thành công nhất của Momoe, bán được 600.000 bản và đạt vị trí số 1 trên bảng xếp hạng. Ca khúc này đánh dấu sự hợp tác của cô với vợ chồng người nhạc sĩ mãi cho đến khi cô giã từ sự nghiệp. Ngoài ra cô còn hát các ca khúc do một số nhạc sĩ khác sáng tác như Masashi Sada - người đã viết cho cô một trong những bản hit được yêu thích nhất - "Cosmos".
Sự nổi tiếng với vai trò ca sĩ của cô song hành với sự thành công trong các bộ phim điện ảnh và truyền hình. Bộ phim thứ hai của cô, Izu no Odoriko, đóng cặp cùng tài tử Tomokazu Miura, do trước đó hai người từng đóng chung một quảng cáo cho hãng Glico. Dù Yamaguchi mới 14 còn Miura đã 22, họ đã gặp hái được hiệu ứng tích cực và trở thành cặp đôi vàng. Hai người đóng cặp với nhau trong 14 trên tổng số 17 phim cô tham gia.
Khi cô trở nên nổi tiếng, ông Kubo cha cô quyết kiếm chác từ sự thành công của cô. Ông tổ chức họp báo khi không được cô và quản lí của cô đồng ý, và đã ảnh hưởng nhiều đến sự nghiệp của cô. Ông còn kiện để giành quyền giám hộ cô. Dù sau đó tòa ra phán quyết với phần thắng nghiêng về mẹ cô. Trong cuốn hồi ký của mình, Momoe cho biết cô kết thúc mối quan hệ với bố và không để tâm đến sự tồn tại của ông ta nữa. Cô cũng bày tỏ sự hối tiếc rằng giá như cô đừng trở nên nổi tiếng thì điều này đã không xảy ra.
Cho đến khi giã từ sự nghiệp, âm nhạc của Momoe ngày càng trở lên tinh tế cầu kỳ hơn. Album thứ 12 và 18 của cô, Golden Flight và L.A. Blue, được thu tại London và Los Angeles với các nhạc sĩ và đội ngũ sản xuất tại đó. Album số 21, Phoenix Densetsu, được viết theo thể thức Opera rock. Bởi Momoe muốn có một ca khúc nhạc rock trước khi chấm dứt sự nghiệp nên Uzaki và Aki viết cho cô bản "Rock 'n Roll Widow", nằm trong album Moebius's Game.
Khi các phim truyền hình của cô được trình chiếu tại Trung Quốc vào những năm 80, cô được biết đến rộng rãi, bộ phim Akai đạt tỉ lệ xem lên đến 100% trên truyền hình Trung Quốc thời đó. Theo cuộc thăm dò ý kiến năm 200 do tạp chí "News Station" tổ chức, cô là người Nhật được biết đến rộng rãi nhất tại Trung Quốc.

### Kết hôn và giã từ sự nghiệp
Cùng với những cảnh lãng mạn trên phim giữa Momoe và tài từ Tomokazu Miura, tình yêu của hai người nảy nở ngoài màn ảnh. Trong chuyến đi đến Hawaii đầu năm 1979, anh đã cầu hôn cô và được chấp thuận. Cô tuyên bố sẽ từ giã sự nghiệp để kết hôn. Momoe thông báo về mối quan hệ của mình tại một buổi biểu diễn vào tháng 10 năm 1979 và thông báo về ngày cưới vào tháng 3 năm 1980. Tạp chí Billboard năm 1980 đưa tin, buổi biểu diễn chia tay của cô ước đạt doanh thu 2,33 triệu USD. Cô biểu diễn show chia tay vào ngày 5 tháng 10 năm 1980 tại Nippon Budokan, phát hàng album cuối This is my trial vào 21 tháng 10 và đĩa đơn cuối cùng "Ichie" vào 19 tháng 11 cùng năm. Cho đến khi giã từ sự nghiệp, Momoe đóng góp đến 25% doanh số tại Horipro. Cô cũng viết lời bài hát dưới nghệ danh "Kei Yokosuka", và tiếp tục viết một số ca khúc sau khi giã từ sự nghiệp một thời gian, chẳng hạn bản La Saison của Ann Lewis từ năm 1982.
Trong hồi ký của mình, Aoi Toki, cô cho biết mình ghét phải hát đi hát lại các ca khúc giống nhau. Cô cũng cho biết cô muốn ngừng làm việc để dành toàn bộ thời gian cho chồng. Trong một cuộc phỏng vấn, cô cho biết không muốn tiếp tục làm việc dù là ca sĩ hay diễn viên.
Vào 15 tháng 10 năm 1980, Momoe chính thức giã từ showbiz, và ngày 19 tháng 11 cùng năm, cặp đôi tổ chức lễ cưới. Dù có một số tin đồn sẽ tái xuất nhưng cô chỉ làm vợ và làm mẹ của 2 cậu con trai. Chồng cô, Tomokazu Miura, tiếp tục sự nghiệp diễn xuất dù trong sự nghiệp của mình tính đến thời điểm ấy, anh chỉ biết đến nhiều với vai trò nam chính đóng cặp cùng Momoe trong những phim điện ảnh và truyền hình của cô.

### Sau khi giã từ sự nghiệp
Năm 1981, cô viết cuốn hồi ký Aoi Toki, bán được 1 triệu bản chỉ một tháng sau ngày ra mắt.
Dù đã giã từ sự nghiệp nhưng cô vẫn thường được viết tới trong các tạp chí hàng tuần. Gia đình cô phải chịu không ít phiền toái khi tham gia các sự kiện ở trường do cánh truyền thông và nhiếp ảnh. Người hâm mộ thường lảng vảng quanh khu cô sống và có ít nhất 1 vụ đột nhập. Năm 1999, chồng cô, Tomokazu viết cuốn hồi ký Hishatai nói về những vấn đề mà hai người đã phải đối mặt.
Hai con trai cô Yūtarō và Takahiro Miura cũng tham gia ngành giải trí, Yūtarō tham gia nhóm nhạc "Peaky Salt" với cái tên "Yū", ban nhạc đến nay không còn tồn tại. Ban đầu người ta không hề biết cậu là con của Momoe và Tomokazu. Takahiro là một diễn viên đã tham gia vài bộ phim và chương trình truyền hình. Takahiro cũng là một người làm cứu hộ bơi lặn và lướt ván từ khi còn học trung học.
Sở thích của Momoe là may chăn, cô triển lãm những chiếc chăn của mình dưới cái tên sau khi kết hôn mang họ chồng "Momoe Miura". Vào năm 2011, cô được bầu chọn là người mẹ lí tưởng trong một cuộc thăm dò ý kiến.
Các sản phẩm âm nhạc mới vẫn tiếp tục được bán, chẳng hạn bộ DVD tuyển tập biểu diễn của cô trên chương trình truyền hình Yoru No Hitto Sutajio ("Evening Hit Studio") vào năm 2010. Trong 1 cuộc phỏng vấn trên truyền hình năm 2011, cô cho biết mình vẫn có nguồn thu đáng kể từ bản quyền bản thu. Các phim truyền hình của cô vẫn được bán trên DVD và được phát lại hàng ngày trên kênh truyền hình cáp TBS.
Năm 2011, chồng cô viết cuốn sách có tựa Aishō (sự tương thích) giải thích về bí mật của cuộc hôn nhân hạnh phúc giữa 2 người. Năm 2012, cặp đôi được xếp sô 1 trong 7 năm liên trong một cuộc khảo sát do công ty bảo hiểm nhân thọ Meiji Yasuda tổ chức để tìm ra "cặp đôi nổi tiếng lí tưởng" trong số những cặp đôi kết hôn từ 20 đến 50.

## Tác phẩm

### Album phòng thu
| Ngày phát hành       | Tên tựa (Romanji)                                                   | Tựa tiếng nhật                                    | Dịch hoặc ghi chú                                                                  |
| -------------------- | ------------------------------------------------------------------- | ------------------------------------------------- | ---------------------------------------------------------------------------------- |
| 21 tháng 8 năm 1973  | Yamaguchi Momoe Fāsuto Arubamu Toshigoro                            | 山口百恵ファーストアルバム としごろ               | Album đầu tay của Momoe Yamaguchi "Toshigoro" (adolescence)                        |
| 21 tháng 12 năm 1973 | Yamaguchi Momoe Sekando Arubamu "Aoi Kajitsu" / "Kinjirareta Asobi" | 山口百恵セカンドアルバム 青い果実／禁じられた遊び | Album thứ hai của Momoe Yamaguchi "Trái cây chưa chín" / "Vở kịchc cấm"            |
| 21 tháng 4 năm 1974  | 15-sai no Tēma Momoe no Kisetsu                                     | １５才のテーマ 百恵の季節                         | Theme for a 15-year-old The season of Momoe                                        |
| 1 tháng 8 năm 1974   | 15-sai no Tēma Hito Natsu no Keiken                                 | １５才のテーマ ひと夏の経験                       | Theme for a 15-year-old An experience one summer                                   |
| 10 tháng 12 năm 1974 | 15-sai                                                              | １５才                                            | Fifteen years old                                                                  |
| 1 tháng 5 năm 1975   | 16-sai no Tēma                                                      | １６才のテーマ                                    | Theme for a sixteen-year-old                                                       |
| 5 tháng 12 năm 1975  | Sasayaka na Yokubō                                                  | ささやかな欲望                                    | Modest desire                                                                      |
| 21 tháng 4 năm 1976  | 17 sai no teema                                                     | １７才のテーマ                                    | Theme for a seventeen-year-old                                                     |
| 1 tháng 8 năm 1976   | Yokosuka Sutōrī                                                     | 横須賀ストーリー                                  | Yokosuka story                                                                     |
| 5 tháng 12 năm 1976  | Pāru-karā ni Yurete                                                 | パールカラーにゆれて                              | In pearl colours                                                                   |
| 21 tháng 5 năm 1977  | Momoe Hakusho                                                       | 百恵白書                                          | Momoe's white paper                                                                |
| 21 tháng 8 năm 1977  | Golden Flight                                                       |                                                   |                                                                                    |
| 5 tháng 12 năm 1977  | Hana Zakari                                                         | 花ざかり                                          | A flower in bloom                                                                  |
| 1 tháng 5 năm 1978   | Cosmos / Uchū                                                       | COSMOS／宇宙                                      | Although the song is about a flower, this puns the meaning with uchū(the universe) |
| 1 tháng 12 năm 1978  | Doramachikku                                                        | ドラマチック                                      | Dramatic                                                                           |
| 21 tháng 12 năm 1978 | Hatachi no Kinenbei Manjushaka                                      | 二十歳の記念碑 曼珠沙華                           | A monument for a twenty-year-old: Manjushaka                                       |
| 1 tháng 4 năm 1979   | A Face in a Vision                                                  |                                                   |                                                                                    |
| 1 tháng 8 năm 1979   | L. A. Blue                                                          |                                                   |                                                                                    |
| 1 tháng 2 năm 1980   | Harutsugedori                                                       | 春告鳥                                            | Chim báo xuân                                                                      |
| 21 tháng 5 năm 1980  | Möbius's Game                                                       | メビウス・ゲーム                                  | (The romanization is as written on the album.)                                     |
| 21 tháng 8 năm 1980  | Fenikkusu Densetsu                                                  | 不死鳥伝説                                        | Huyền thoại chim phụng hoàng                                                       |
| 21 tháng 10 năm 1980 | This is My Trial                                                    |                                                   | Đây là thử nghiệm của tôi                                                          |